# Jonathan Landgrebe

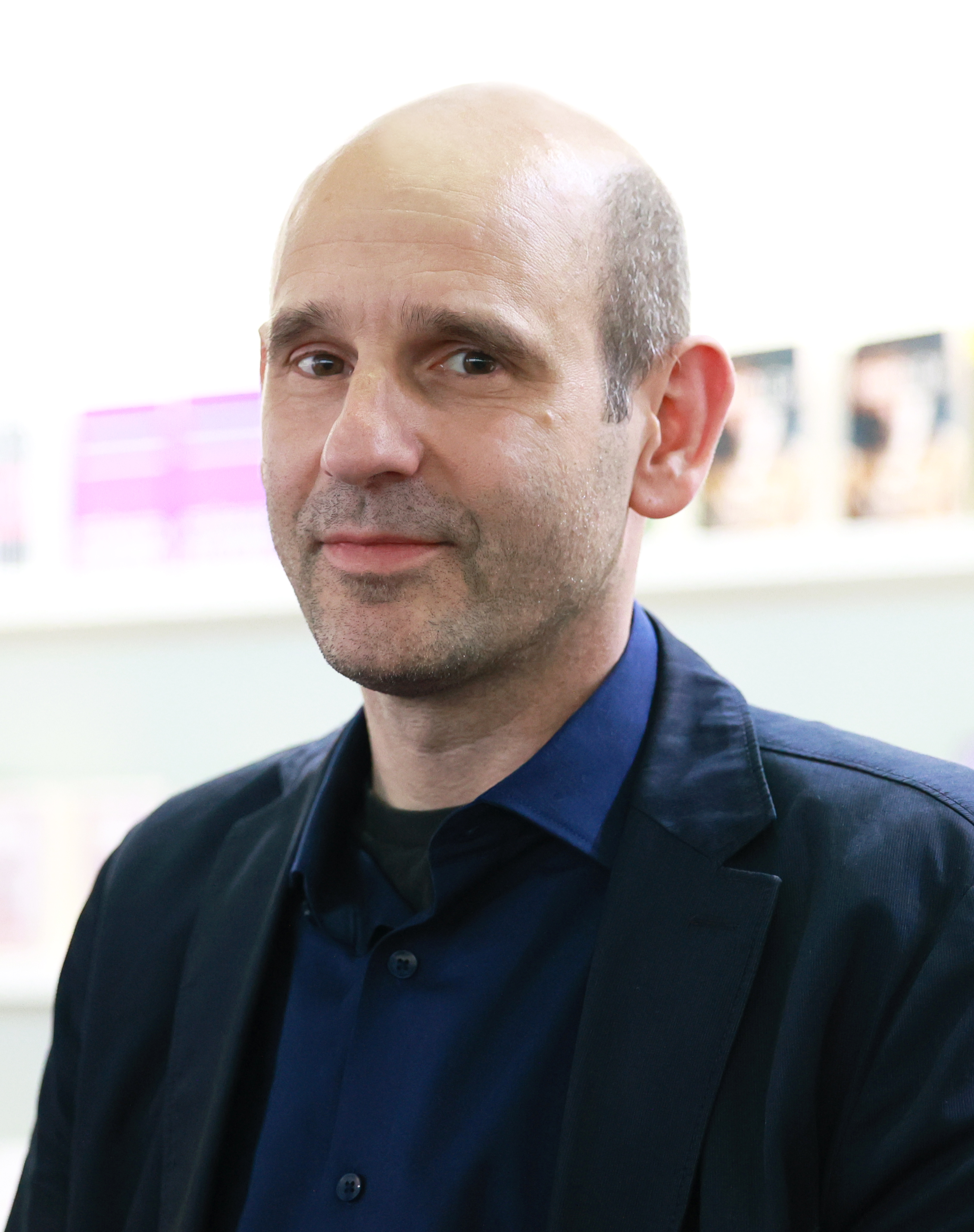
Jonathan Landgrebe, Frankfurter Buchmesse (2023)

Vincent Jonathan Landgrebe (* 21. Juni 1977 in Hamburg) ist ein deutscher Verleger. Seit 2015 ist er Vorstandsvorsitzender der Suhrkamp Verlag AG in Berlin.

## Leben
Jonathan Landgrebe ist der Enkel des Philosophen und Phänomenologen Ludwig Landgrebe. Sein Urgroßvater ist der aus einer jüdischen Familie stammende deutsche Jurist, Autor und Maler Arthur Goldschmidt. Sein Großonkel ist der französisch-deutsche Schriftsteller, Essayist und Übersetzer Georges-Arthur Goldschmidt.
Landgrebe studierte in Göttingen, Lyon, Berkeley und München und promovierte zu unternehmerischen Strategien gegenüber der Regulierung des Telekommunikationsmarkts. Von 1999 bis 2002 war er Stipendiat der Stiftung der Deutschen Wirtschaft (sdw).
Seit 2007 arbeitete Landgrebe bei Suhrkamp und wurde 2008 Mitglied der Geschäftsführung. 2015 wurde er alleiniger Vorstand der Suhrkamp AG. Seine Vorgängerin Ulla Unseld-Berkéwicz wechselte in den Aufsichtsrat. Der Streit um das Erbe und die Ausrichtung von Suhrkamp hatte zuvor über Jahre die Medien wie die Literaturszene beschäftigt. Die FAZ sah in dem Personalwechsel eine Anknüpfung an eine wichtige Tradition des Hauses – auch Siegfried Unseld habe seinen kaufmännischen Hintergrund nie verhehlt. In der NZZ hieß es, Landgrebe sei »endlich der Richtige für den Suhrkamp Verlag«.
Zum 70. Verlagsjubiläum im Jahre 2020 gab er gemeinsam mit dem damaligen Cheflektor Raimund Fellinger unter dem Titel Über das Verhalten in Gefahr eine Essaysammlung des Verlagsgründers Peter Suhrkamp heraus. Im Januar 2023 wurde Jonathan Landgrebe vom BuchMarkt-Magazin und durch einstimmige Wahl der aus Verlegerinnen und Verlegern bestehenden Jury als Verleger des Jahres 2022 ausgezeichnet.
Landgrebe ist Mitglied des Stiftungsrats der Max-Frisch-Stiftung und Mitglied des Beirats der Goethe-Gesellschaft. Außerdem ist er Mitglied der Académie de Berlin, die sich für die kulturellen Beziehungen zwischen Frankreich und Deutschland einsetzt. Er ist verheiratet und hat drei Kinder.

## Veröffentlichungen
- Suhrkamp, Peter: Über das Verhalten in Gefahr. Essays. Herausgegeben von Raimund Fellinger und Jonathan Landgrebe. Berlin 2020, ISBN 978-3-518-42939-6